# Henryk II Żelazny
Henryk II (niem. Heinrich II. der Eiserne; ur. 1299, zm. 1376) zwany Żelaznym, landgraf Hesji w latach 1328–1376.
Henryk był synem Ottona I i Adelajdy z Ravensburga. Ze swoją żoną Elżbietą, córką Fryderyka I Dzielnego, margrabiego Miśni i landgrafa Turyngii, miał troje dzieci:
- Ottona Młodszego (1322–1366)
- Adelajdę Heską (1323/1324–1370) późniejszą żonę Kazimierza III Wielkiego
- Elżbietę, późniejszą żona Ernesta (księcia Brunszwiku-Getyngi)

Po śmierci jedynego syna, Ottona Młodszego, Henryk Żelazny ustanowił następcą swojego bratanka, Hermana. W 1376 podniósł go do godności współrządcy. Tej decyzji sprzeciwił się Otto z Brunszwiku-Getyngi, po kądzieli wnuk Henryka. Aby pokryć koszt wojny z Ottonem, Henryk nałożył podatek na wszystkie importowane towary.